# Interruttore inerziale

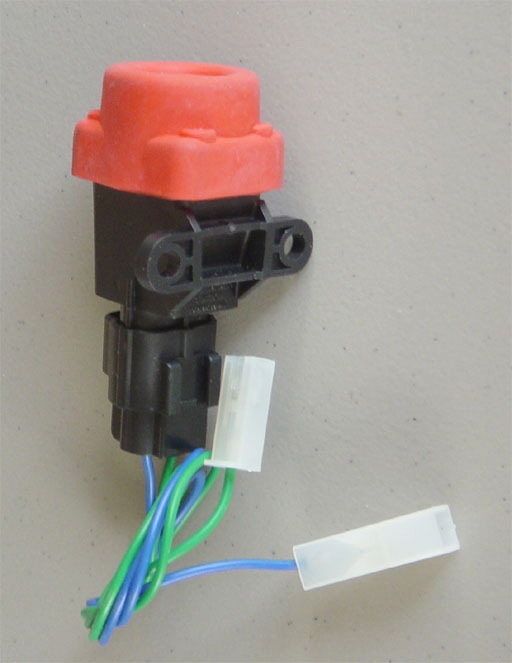
Un interruttore inerziale

L'interruttore inerziale è un dispositivo che ha lo scopo di aprire o chiudere un circuito elettrico sul principio della decelerazione provocata da un urto.

## Funzionamento
L'interruttore è costituito da una sfera di acciaio montata in un alloggiamento a forma conica e, normalmente, tenuta bloccata tramite la forza di attrazione di un magnete adiacente.
In presenza di una repentina decelerazione la sfera vince i valori di attrazione magnetica, si stacca dal supporto e colpisce un interruttore a scatto meccanico in pochissimi millesimi di secondo.

## Utilizzo
Un largo impiego dell'interruttore inerziale viene fatto negli impianti di alimentazione degli autoveicoli. Il suo scopo è quello di interrompere il flusso di carburante, che all'interno delle tubazioni ha una pressione di 4 bar, in caso d'incidente.
Infatti, in caso di urto in una qualsiasi delle tre direzioni ortogonali, l'interruttore funzionerà al di sopra di valori di accelerazione pari a 12g di picco, equivalenti ad una velocità di circa 25 km/h. Il meccanismo a scatto rapido che forma il circuito elettrico, normalmente chiuso, viene colpito dalla sfera e cambia posizione in circuito aperto, interrompendo il circuito di massa dell'elettropompa carburante.
Il circuito può essere ripristinato alla posizione iniziale (chiuso) spingendo su un pulsante protetto da un coperchio flessibile (che serve anche a protezione da eventuali corpi estranei).
Una variante è l'interruttore inerziale a tre vie. In caso di impatto violento non solo blocca la pompa, ma apre uno sfiato che fa tornare il carburante dai tubi verso il serbatoio abbattendo così la pressione all'interno della tubazione.
Nelle moto, oltre al blocco in caso di urto, si cerca di evitare che il carburante fuoriesca anche in caso di scivolate (che tra l'altro spesso producono pericolose scintille). L'interruttore può infatti essere regolato ad un differente angolo di inclinazione, generalmente compreso tra i 40° e i 46°.